# La Javie
La Javie är en kommun i departementet Alpes-de-Haute-Provence i regionen Provence-Alpes-Côte d'Azur i sydöstra Frankrike. Kommunen ligger  i kantonen La Javie som ligger i arrondissementet Digne-les-Bains. År 2022 hade La Javie 374 invånare.

## Befolkningsutveckling
Antalet invånare i kommunen La Javie
Referens: INSEE